# Румфі
Ру́мфі (англ. Rumphi) — селище, центральний населений пункт та адміністративний центр дистрикту Румфі Північного регіону Малаві.
Населення — 22358 осіб (2018, 17845 у 2008, 14069 у 1998, 7156 у 1987, 3998 у 1977).